# Eismaschine
Eine Eismaschine ist ein Gerät zur Herstellung von Speiseeis, im weiteren Sinne auch zur Herstellung von Eiswürfeln und Eis zu Kühlzwecken.

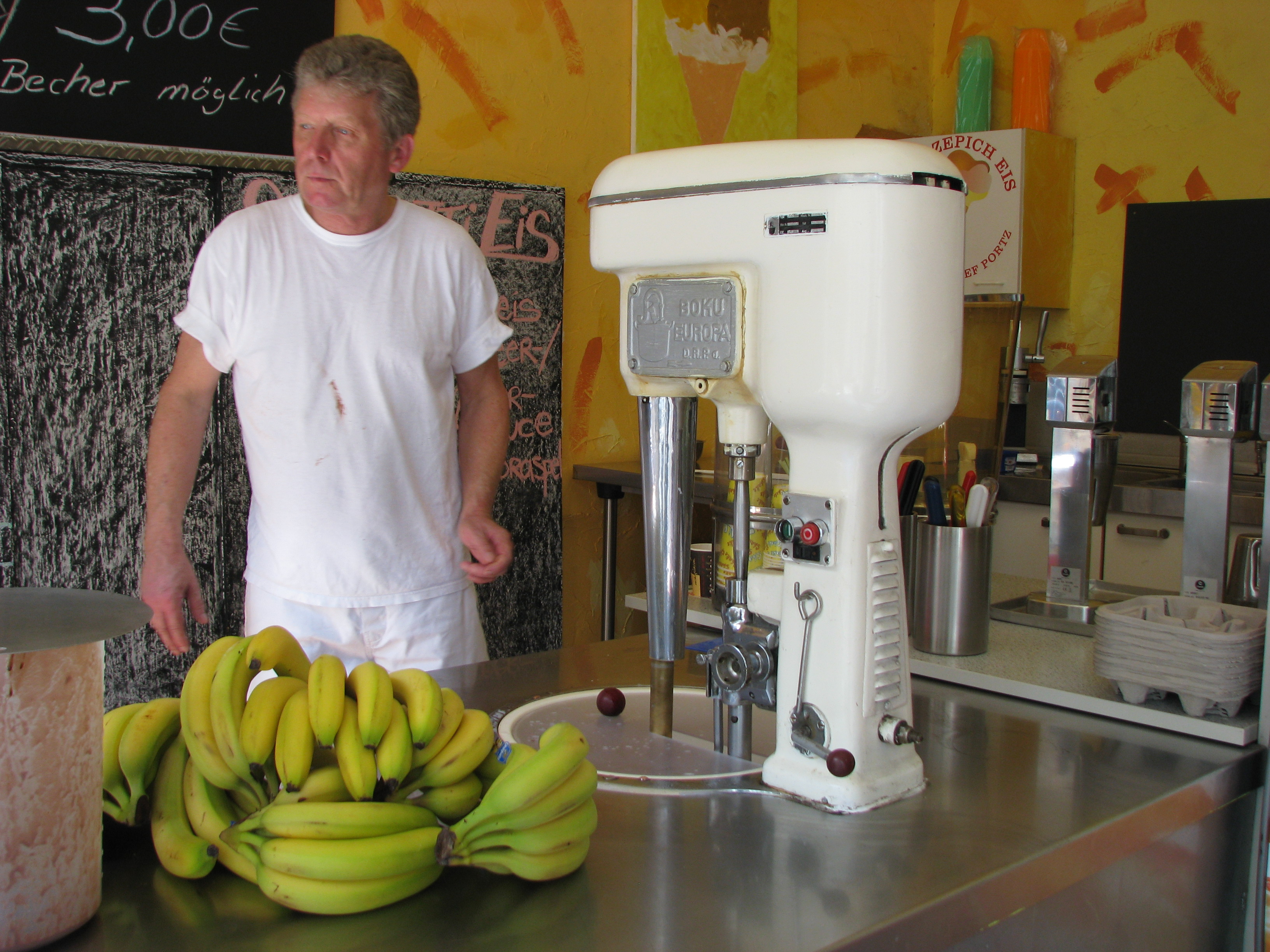
Eismaschine Boku Europa

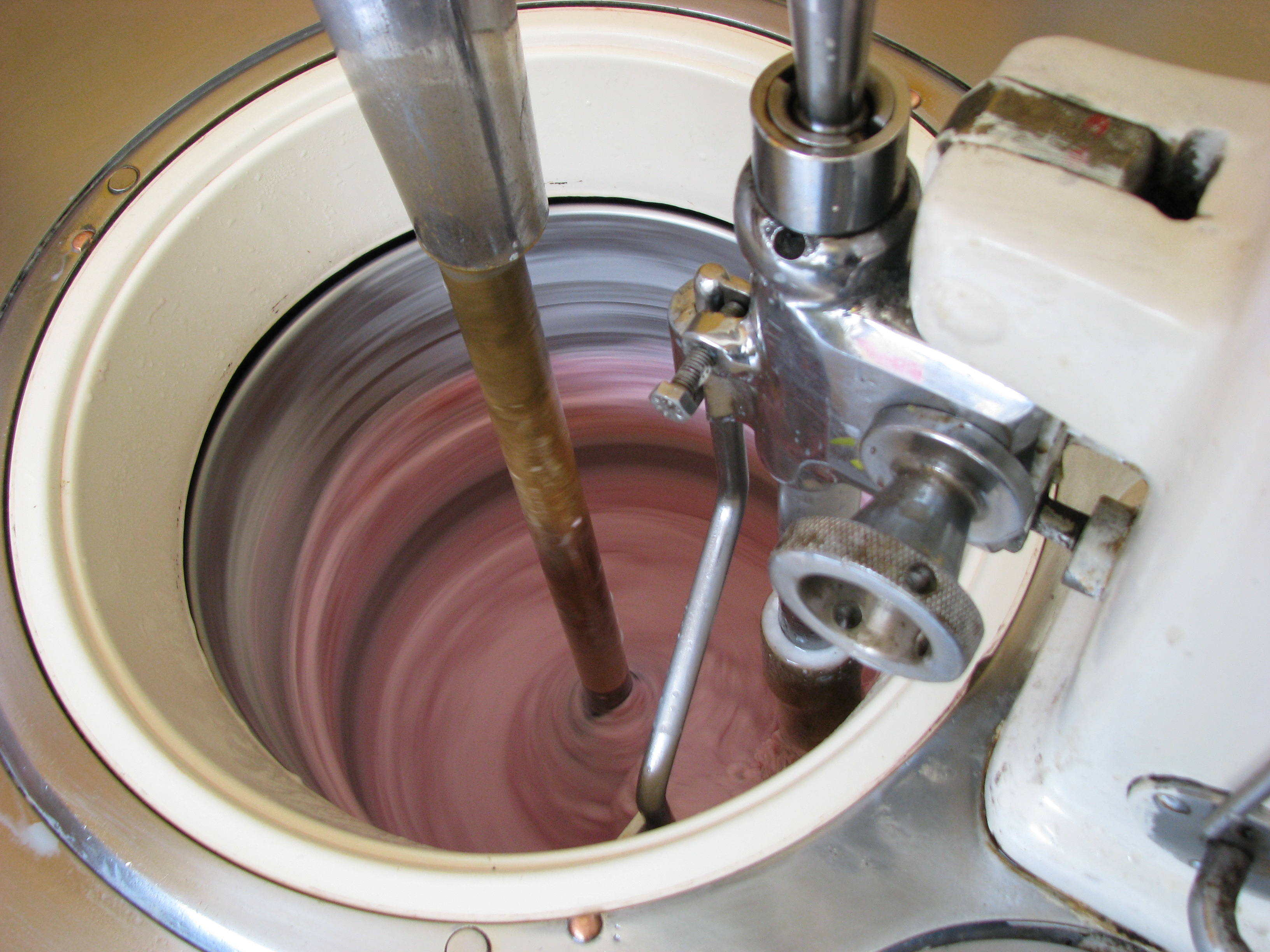
Blick in die Zubereitung von Erdbeereis

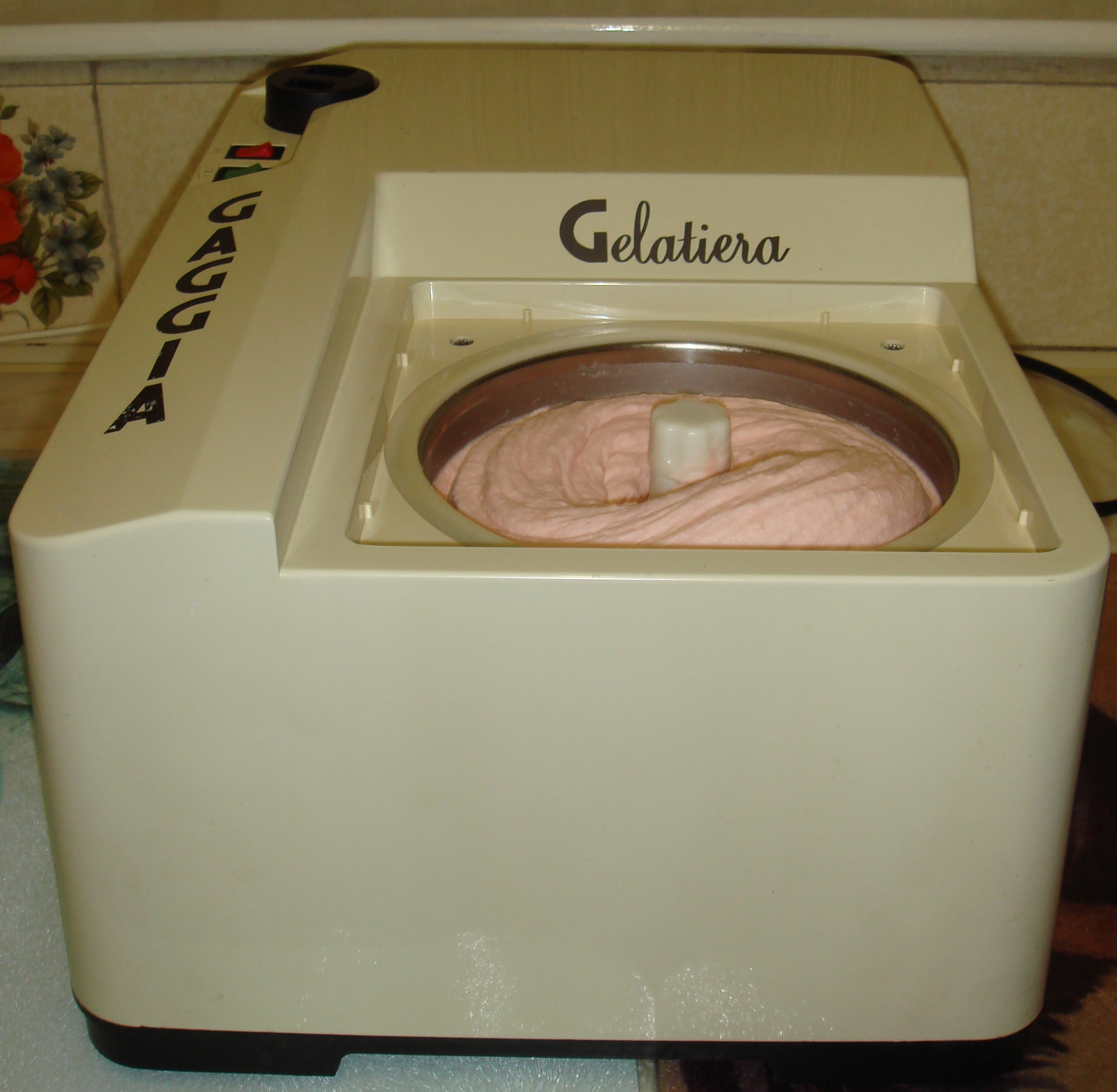
Eismaschine mit eigenem Kühlsystem

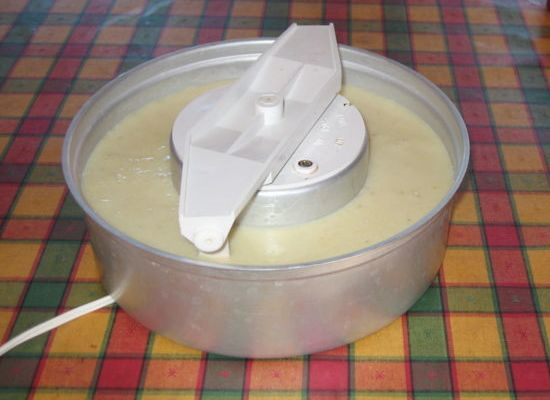
Einfache Eismaschine mit Elektromotor zum direkten Einstellen in ein Kühlschrank-Eisfach

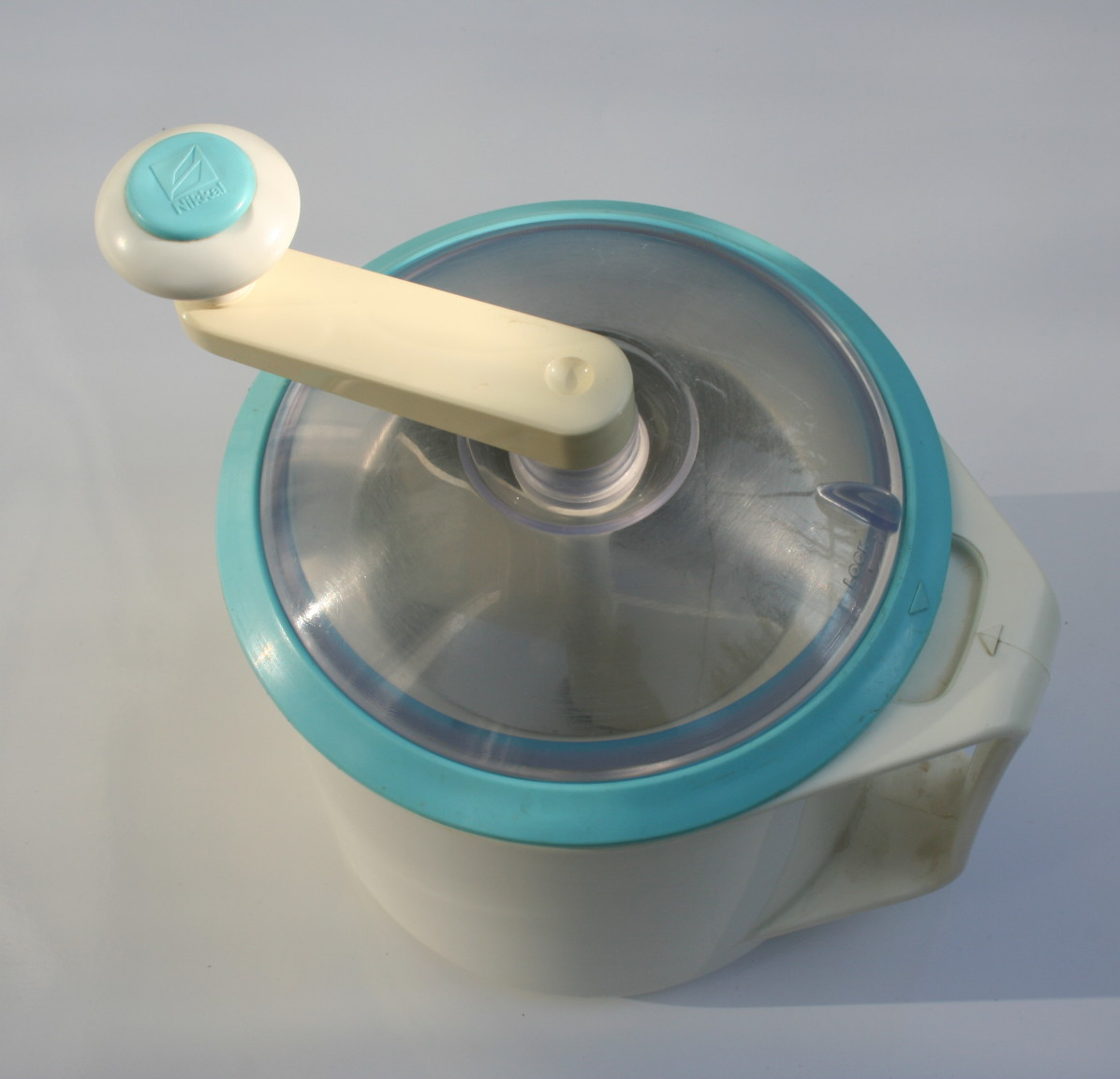
Mechanische Eismaschine mit Handkurbel und Kühlakku

## Speiseeisbereiter
Mit einem Speiseeisbereiter wird Speiseeis hergestellt. Er wird als großtechnisches Gerät auch Freezer genannt. Neben dem Gefrieren setzt der Freezer der Ausgangsflüssigkeit, dem sogenannten Mix, Luft zu, den sogenannten Aufschlag oder Overrun. Die Wärme wird dem Mix mit einer Kältemaschine entzogen. Das Herz des Freezers ist ein doppelwandiger Zylinder, dessen Mantel den Verdampfer der Kältemaschine bildet und dessen Innenraum den mit Luft angereicherten Mix aufnimmt. Das an der Zylinderwand anfrierende Eis wird von der sogenannten Schlagwelle, einem wandgängigen Rührwerk, abgeschabt.
Das erste Patent auf eine mit Handkurbel betriebene Eismaschine erhielt die Amerikanerin Nancy Johnson 1846 in Philadelphia. Ihre Maschine kam ohne elektrischen Strom aus, da die Eismasse mit einer Mischung aus Eis und Salz heruntergekühlt wurde. Der Rührarm, mit dem die Eismasse in Bewegung gehalten wurde, war mit einer Handkurbel versehen, was eine deutliche Erleichterung im Vergleich zum manuellen Umrühren darstellte. Die Erfindung trug entscheidend zur Beliebtheit und Verbreitung von Eiscreme bei.
Moderne Eismaschinen für den Privathaushalt gibt es auch in einer Variante, bei der dem Eisgemisch die Wärme durch einen Kühlakku entzogen wird, der zuvor im Eisfach eines Kühl- oder Gefrierschranks vorgekühlt wurde. Der Antrieb des Rührarms erfolgt über eine Kurbel oder einen Elektromotor. Eismaschinen gibt es auch als Zusatzgeräte für Küchenmaschinen. Eisbereiter, die nur rühren, müssen in den Gefrierschrank gestellt werden.
Stieleis oder Eis am Stiel wird auf zwei Arten hergestellt. Beim Rundgefrierer wird das noch pumpfähige Eis in Formen gepresst und der Stiel von oben eingesteckt. Die Formen werden durch eine Kühlflüssigkeit, die Sole, gefahren, um das Eis hart werden zu lassen. Die zweite Art der Herstellung ist das Extrudieren. Der Stiel wird hierbei in den extrudierten Eisstrang eingeschoben und der Strang geschnitten. Überzüge werden durch kurzes Eintauchen in den geschmolzenen Überzug, z. B. Schokolade, aufgetragen.
Eistorten werden handwerklich aus pumpfähigem Eis geschichtet, dekoriert und anschließend tiefgefroren.
Zum Softeis-Verfahren siehe Softeis.

## Eis zu Kühlzwecken

### Flockeneisbereiter
Ein Flockeneisbereiter, auch Eisflockenbereiter, erzeugt rundes, körniges und schüttfähiges Eis (Flockeneis), das unter anderem bei Lagerung und Transport von Speisefisch, im Labor und in der Medizin verwendet wird.

### Scherbeneiserzeuger
Scherbeneiserzeuger produzieren flaches, schüttfähiges Eis (Scherbeneis), das für unterschiedliche Kühlprozesse, beispielsweise in der Lebensmittelherstellung, eingesetzt wird. Es handelt sich hierbei um ca. 1 – 2 mm starke, bis zu −7 °C kalte Eisplättchen, die sich an einer Walze bilden, die zugleich der Verdampfer einer Kältemaschine ist.
Scherbeneis wird zur Herstellung von Brüh- und Kochwurst und Brotteig eingesetzt. Auch die Fischtheken in Supermärkten sind häufig mit Scherbeneis befüllt. Auf oder im Eisbett lassen sich Fisch und Meeresfrüchte gekühlt transportieren oder auch attraktiv zum Verkauf präsentieren. Scherbeneis lässt sich mit einer Schütte handhaben und dosieren. Bei kühler Lagerung bleibt es schüttfähig. Es eignet sich auch für zahlreiche weitere Anwendungen, z. B. bei Kaltbuffets, in der Lebensmittelindustrie zur Warenpräsentation sowie auf Fischfangschiffen zum Frischhalten der Fische.

### Eiswürfel
Eiswürfelbereiter stellen Eisstücke („Eiswürfel“) definierter Größe her, die zum Beispiel für Eisgetränke verwendet werden. Sie bestehen aus einer Kältemaschine mit umschaltbarem Kältemittelkreislauf, um die angefrorenen Stücke periodisch antauen und so abtrennen zu können. Die Eisstücke bilden sich um gekühlte Stifte oder in gekühlten Näpfen, die, nach unten offen, mit Wasser besprengt werden.
Das periodische Erhitzen löst die Eisstücke und lässt sie in einen Vorratsbehälter fallen. Hierzu wird der Kältemittelkreislauf mit Ventilen derart umgeschaltet, dass der ansonsten kühlende Verdampfer kurzzeitig als Verflüssiger arbeitet und sich daher erhitzt.

### Historische Eisfabriken

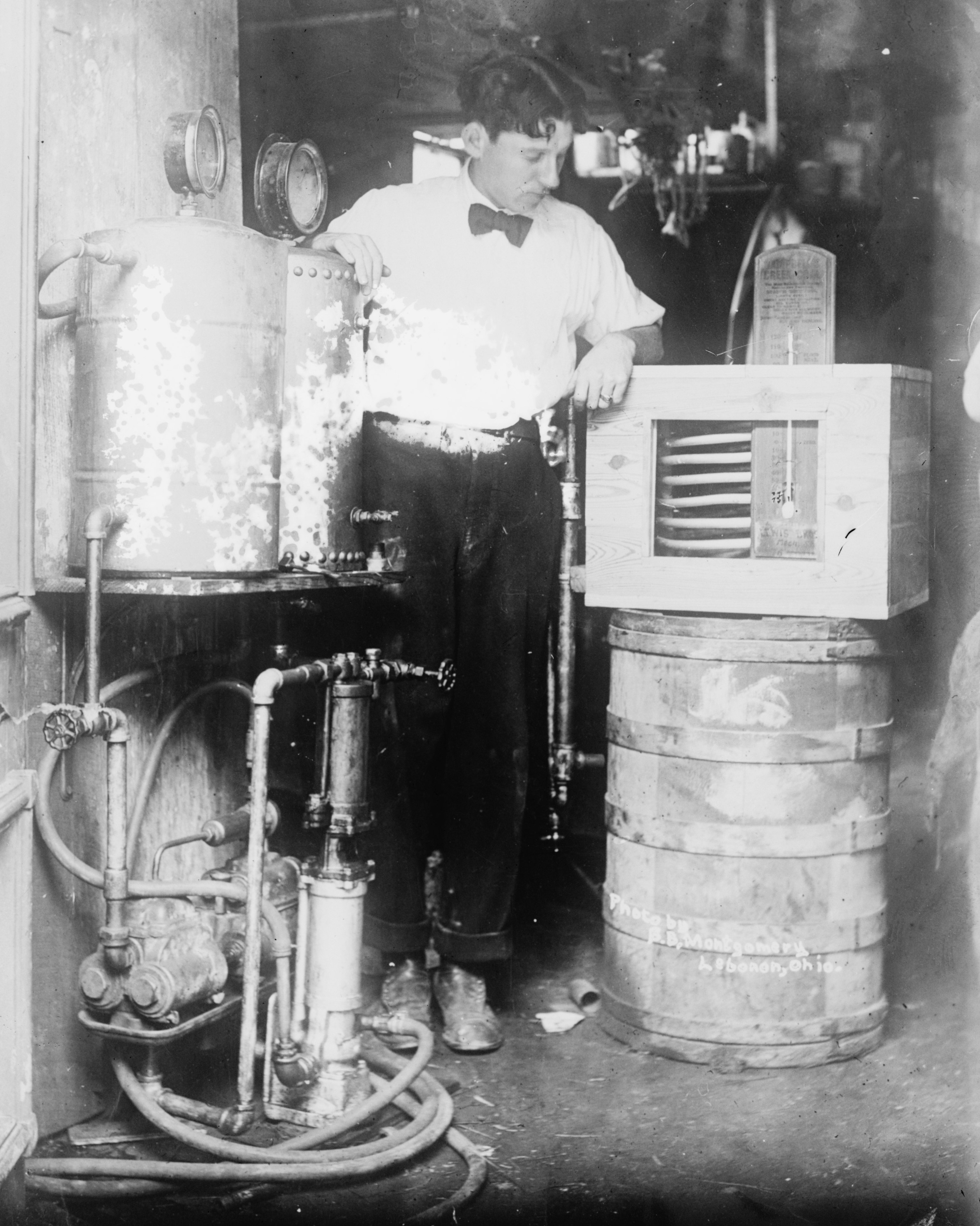
„Frank Andrew und seine Eismaschine“ (1910)

Vor der Verbreitung elektrischer Kühlschränke im Haushalt benutzte man Eisschränke zur Aufbewahrung zu kühlender Lebensmittel. Sie benötigten einen einige Kilogramm schweren Eisblock, um einige Tage kühl zu bleiben. Die Eisblöcke wurden zentral in Eisfabriken mit großen Ammoniak-Kältemaschinen hergestellt und zur Kundschaft ausgeliefert. Siehe auch Eismann.

## Belege
1. ↑  Legends and Myths of Ices and Ice Cream History. Abgerufen am 14. März 2021.